# Клаудія Лейтте
Клаудія Христина Лейте Інасіу Педрейра (порт. Claudia Cristina Leite Inácio Pedreira), більше відома як Клаудія Лейттем (порт. Claudia Leitte; нар. 10 червня 1980, Сан-Гонсалу, Ріо-де-Жанейро, Бразилія) — бразильська співачка.
За всю кар'єру Клаудія Лейтте здобула безліч нагород, таких як MTV Video Music Brasil 2007, де була номінована як найкраща співачка. Лейтте бере участь у бразильській версії телевізійного шоу The Voice як тренер. За всю свою кар'єру співачка продала понад 1,5 мільйона копій своїх альбомів.
2014 року Лейтте з Pitbull та Дженніфер Лопес записала пісню «We Are One (Ole Ola)» як гімн чемпіонату світу з футболу 2014.

## Дискографія

### Студійні альбоми
- As Máscaras (2010)

### Концертні альбоми
- Ao Vivo em Copacabana (2008)
- Negalora  — Íntimo (2012)
- Axemusic  — Ao Vivo (2014)

### Відеоальбоми
- Ao Vivo em Copacabana (2008)
- Negalora  — Íntimo (2012)
- AXEMUSIC  — Ao Vivo (2014)